# Sandra Arévalo
Sandra Arévalo, de son nom complet Sandra Lizbeth Arévalo Hinostroza, née le 14 avril 1998 à Lima au Pérou, est une footballeuse péruvienne qui joue au poste de milieu de terrain au sein de l'Alianza Lima.

## Biographie

### Carrière en équipe nationale
Titulaire indiscutable en équipe du Pérou, Sandra Sandy Arévalo en fut la capitaine lors de la Copa América féminine 2018. Elle compte 20 sélections depuis ses débuts en 2017,.

## Palmarès
| JC Sport Girls - Championnat du Pérou (1) : - Championne : 2017. - Vice-championne : 2018. |  | Alianza Lima - Championnat du Pérou (1) : - Championne : 2022. - Vice-championne : 2023. |